# Liste der Monuments historiques in Flagy (Seine-et-Marne)
Die Liste der Monuments historiques in Flagy (Seine-et-Marne) führt die Monuments historiques in der französischen Gemeinde Flagy auf.

## Liste der Bauwerke
| Bezeichnung                           | Beschreibung    | Standort | Kennzeichnung | Schutzstatus | Datum | Bild           |
| ------------------------------------- | --------------- | -------- | ------------- | ------------ | ----- | -------------- |
| Friedhofskreuz                        | 18. Jahrhundert | (Lage)   | PA00086961    | Inscrit      | 1946  | weitere Bilder |
| Kreuz auf dem Grab von Adrien Ligeron |                 | (Lage)   | PA00086962    | Inscrit      | 1946  |                |
| Kirche Notre-Dame-de-l’Assomption     |                 | (Lage)   | PA00086963    | Inscrit      | 1946  | weitere Bilder |

## Liste der Objekte

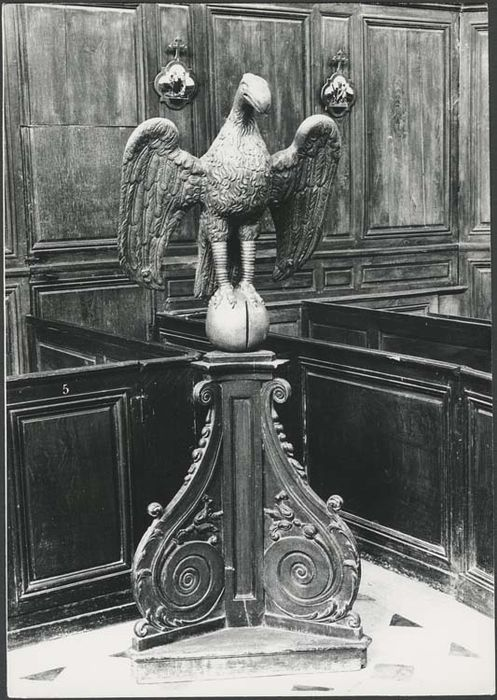
Adlerpult aus dem 18. Jahrhundert in der Kirche Notre-Dame-de-l’Assomption

- Monuments historiques (Objekte) in Flagy (Seine-et-Marne) in der Base Palissy des französischen Kultusministeriums